# NGC 6647
NGC 6647 — рассеянное скопление в созвездии Стрелец.
Этот объект входит в число перечисленных в оригинальной редакции «Нового общего каталога».